# Yugueros
Yugueros es una localidad española situada en la provincia de León, Comunidad Autónoma de Castilla y León. Pertenece al Ayuntamiento de La Ercina.
Tiene una superficie de 15 km cuadrados y una altura sobre el nivel del mar de 1100 m. Desde el cierre de las minas de carbón de la cuenca de Sabero, su población ha caído a menos de 100 personas, concretamente a 72 habitantes (INE 2009). El pueblo se compone de dos barrios: el del Obispo o de Abajo por ser antiguamente propiedad de la Diócesis de León y el del Marqués o de Arriba, antiguamente del Marqués de Astorga. Coincidiendo con el reinado de Felipe II y por una Bula del Papa Gregorio XIII, el Barrio del Obispo pasó a ser de realengo en la jurisdicción del Concejo de Modino junto a los pueblos de Cistierna, Quintana de la Peña, Alejico, Saelices, Olleros y Sotillos. 
En el paraje denominado Los Corrales existe un pozo, el Hoyón de Yugueros o Pozo de Las Bozas, que parece formar parte de un Campamento Romano desde el que se dominaba del río Esla, cuyo Valle fue un punto de inicio en las Guerras de sometimiento de los pueblos Cántabros. Este referido Hoyo, de 12 m de diámetro por 5 m de profundidad, pudo ser parte de un granero para avituallamiento del Ejército. Todo el término de Las Bozas está lleno de restos de muros y taludes que bien casan con la  función de Campamento Guerrero. El mismo Hoyo parece tener restos de pared, lógicamente muy saqueada para la construcción de los cercanos Corrales de Yugueros o Casas del Monte como actualmente se llaman.
Posee una Iglesia del siglo XVI dominando lo que fue Barrio del Obispo con bóvedas de crucería en el presbiterio y de cañón en el resto de la única nave. Retablo renacentista recientemente restaurado y una imagen de una Virgen románica deficientemente restaurada. La torre es de planta cuadrada de gran robustez. 
Hubo minas de mena de hierro, de las cuales quedan las escombreras, con cuyo producto se alimentó la Ferrería de San Blas de Sabero, primer Alto Horno de España, donde se ha creado un museo en lo que restaba de las instalaciones. También tuvo una cierta importancia ganadera por sus abundantes pastos, en su mayoría en el llamado Coto Redondo de Los Aciales y Santa Olaja, propiedad de los marqueses de Astorga (los Ossorio) y sobre los que el Pueblo tenía un Foro Perpetuo. Sus habitantes se dedicaron, por la abundancia de bueyes, al transporte con sus yuntas. De aquí el nombre de Yugueros.
Dentro del citado Coto Redondo de Los Aciales y Santa Olaja se encuentran los restos del despoblado San Vicente de Yera ya en tal estado en 1752 según la respuesta del pueblo al Cuestionario del Marqués de la Ensenada, actualmente conocido como Los Casares. La jurisdicción era exclusiva del estado de Altamira, del Marquesado de Astorga. También se puede visitar el solar de lo que fue la ermita de Santa Olaja en la ladera del valle opuesta al despoblado. De 1669 ya hay pleitos y demandas de Yugueros contra Cistierna en la Real Chancillería de Valladolid por temas de pastos, lo que demuestra que en ese año ya tenía Yugueros derechos de foro. Varios documentos de apeos, el primero de 1773 delimitan perfectamente el Coto.

## Comunicaciones

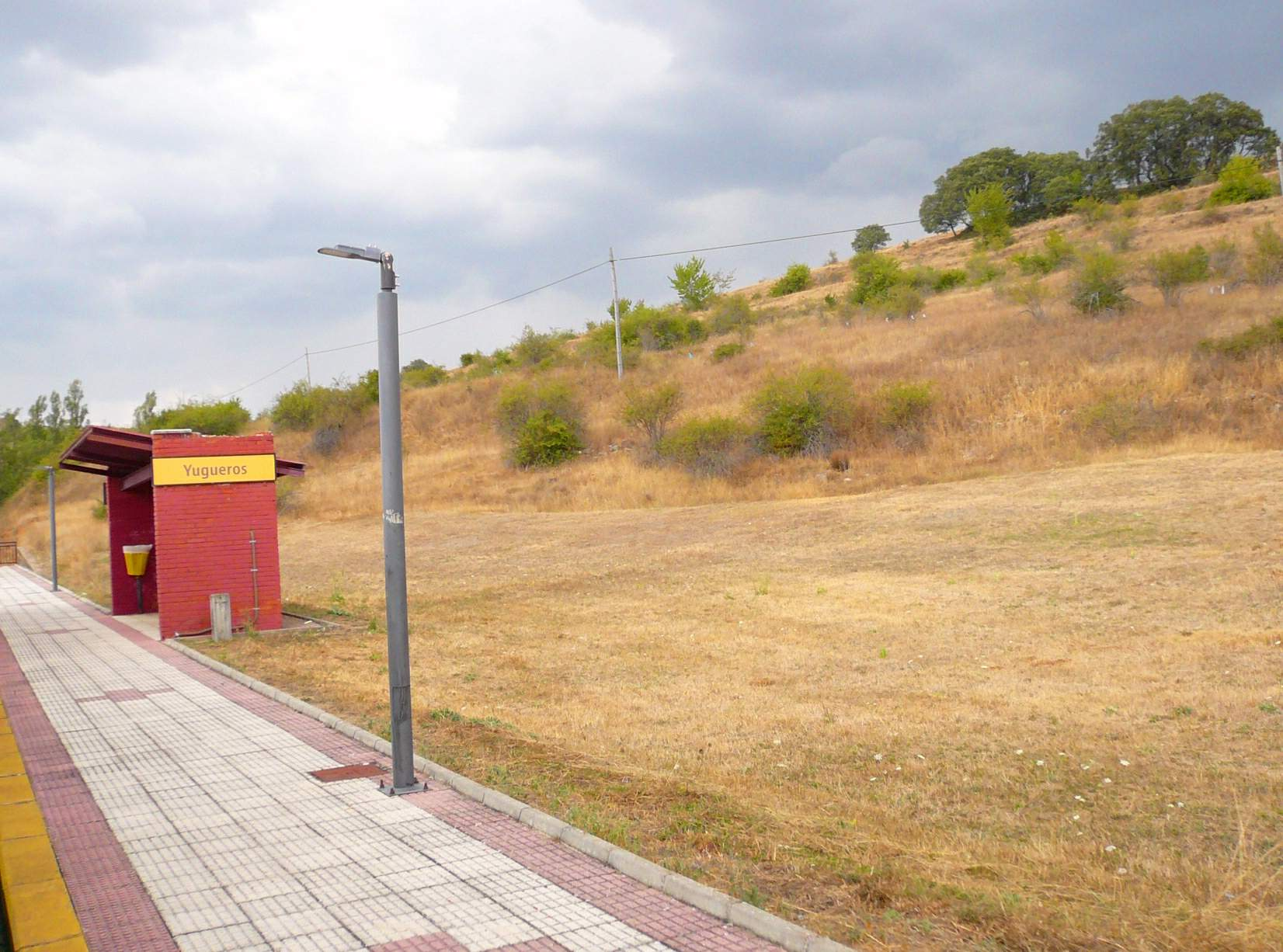
Apeadero de Feve en Yugueros

El pueblo tiene un apeadero en la línea de FF.CC de Feve León-Bilbao (antiguo FF.CC. de La Robla) entre las estaciones de La Ercina y Cistierna, y por el pueblo pasa una carretera comarcal entre Vegaquemada y Cistierna.

## Hijos célebres
- Dionisio Llamazares, jurista